# Lluís V de Wittelsbach
Lluís de Wittelbach, anomenat el Brandenburguès (maig de 1315 - 18 de setembre de 1361) va ser marcgravi de Brandenburg i comte de Tirol com Lluís I de Brandenburg o Lluís I de Tirol, i duc de Baviera (1347-1349) i duc d'Alta Baviera (1349-1361) com Lluís V de Baviera o Lluís V de Wittelsbach. Era el fill gran de l'emperador Lluís IV i de la seva primera esposa Beatriu de Swidnica. Era membre de la dinastia Wittelsbach.

## Biografia
Lluís va ser nomenat marcgravi de Brandenburg pel seu pare el 1323, rebent-ho com a feu imperial. Com a tal, Lluís va contribuir a la Declaració de Rhense el 1338. Els govern dels Wittelsbach a Brandenburg mai va guanyar molt de suport popular. Com a conseqüència de l'assassinat del prebost Nicolau de Bernau, pels ciutadans de Berlín el 1325, la ciutat va ser castigada amb un interdicte papal. Des de 1328 en endavant Lluís va estar en guerra contra el ducat de Pomerània, que reclamava com a feu bradenburguès; el conflicte no va acabar fins al 1333, quan va renunciar a les seves pretensions.
Per tal d'adquirir Tirol per a la família Wittelsbach, Lluís es va casar amb Margarida de Tirol (després coneguda com a Margarida Maultasch) el 1342 abans que s'hagués divorciat del seu anterior marit, Joan Enric de Luxemburg. Joan Enric era fill de Joan el Cec rei de Bohèmia, que havia deposat al pare de Margarida, Enric de Gorízia-Tirol com a rei de Bohèmia el 1310. Guillem d'Ockham i Marsili de Pàdua (fidels als Wittelsbach) van defensar aquest "matrimoni civil" el primer conegut a l'edat mitjana. El Papa, però, va excomunicar la parella i l'escàndol va ser conegut a tot Europa. Tirol va ser castigat amb un interdicte papal.
Quan el seu pare va morir el 1347, Lluís el va succeir com a duc de Baviera i comte d'Holanda i d'Hainaut juntament amb els seus cinc germans o germanastres. El 1349, Baviera i les possessions dels Wittelsbach als Països Baixos es van repartir: ell i els seus germans menors Lluís VI el Romà i Otó VII de Baviera van rebre l'Alta Baviera i els seus germans Esteve II, Guillem I i Albert van rebre la Baixa Baviera, Holanda i Hainaut.
L'excomunicat Lluís no podia demanar la corona alemanya i el seu partit va tractar de presentar al marcgravi Frederic II de Meissen com a pretendent de la corona alemanya però aquest, desconfiant de la inconstància dels seus votants, va rebutjar la petició. Lluís llavors va negociar amb l'aliat del seu pare Eduard III d'Anglaterra per competir contra el nou rei alemany Carles IV, germà de Joan Enric de Luxemburg. Eduard va ser triat el 10 de gener de 1348 a Lahnstein, però va renunciar només quatre mesos després. Finalment, el partit dels Wittelsbach va elegir a Gunther de Schwarzburg (comte Gunther XXI de Schwarzburg) com anti-rei el 1349. Lluís V va resistir amb èxit a Carles IV tot i que la reialesa de Gunther de Schwarzburg va fracassar. Se les va arreglar per mantenir totes les possessions de la dinastia Wittelsbach fins a la seva mort.
Primer Lluís va rebutjar amb èxit un atac de Carles IV al comtat del Tirol el 1347. Va sufocar una revolta en 1348-1350 causada per un importar que deia falsament ser Waldemar (el verdader havia mort el 1319) i reclamava el Brandenburg aconseguint el suport de diverses ciutats i de Carles IV; per dominar als rebels va comptar amb l'aliança de Dinamarca i Pomerània però la guerra civil va provocar una enorme devastació a Brandenburg. El març de 1350 Lluís va arribar a un acord amb Carles IV i va acabar el conflicte. El 1349 i 1351 Lluís va emetre dos decrets per alleujar les conseqüències d'una plaga.
El desembre de 1351 Lluís va cedir el Brandenburg als seus germanastres Lluís VI el Romà i Otó VII de Baviera a canvi del govern únic de l'Alta Baviera. Lluís va combinar després de l'administració de l'Alta Baviera i el Tirol. Amb la Butlla d'Or de 1356 només la branca Palatina de la família Wittelsbach i Lluis VI el Romà com marcgravi de Brandenburg van ser investits amb la dignitat electoral, el que va provocar un nou conflicte entre Lluís i Carles IV.
Lluís tenia bones relacions amb els seus parents els Habsburg i va ajudar a arbitrar els conflictes d'Albert II, duc d'Àustria, amb Suïssa. Amb el suport de la família dels Habsburg (especialment d'Enric el Gentil), Lluís i la seva esposa Margarida van ser absolts de la seva excomunió el 1359.
Lluís va morir sobtadament el setembre de 1361 a Zorneding prop de Múnic, durant un viatge entre aquesta ciutat i el Tirol, i va ser succeït pel seu fill Meinard de Baviera (Meinard III de Gorízia-Tirol). Està enterrat a l'Església de la Mare de Déu de Múnic.

## Matrimoni i fills
Es va casar dues vegades:
- El 1324 amb Margarida de Dinamarca (1305-1340), filla del rei Cristòfol II de Dinamarca sent els pares de:
  - Elisabet de Baviera (1326? -1345?)
- El 1342 amb Margarida de Tirol (1318-1369), filla d'Enric I de Bohèmia, VIII de Carintia, III de Carniola, IV de Gorízia i II de Tirol, sent els pares de:
  - Herman de Baviera (1343-març de 1360)
  - Meinard (III) (Landshut 9 de febrer de 1344 - Castell de Tirol 13 de gener de 1363) casat amb Margarida d'Àustria (1346-1366) el 1359, filla del duc Albert II d'Àustria.
  - Dues filles de nom desconegut